# Albanezii din Kosovo

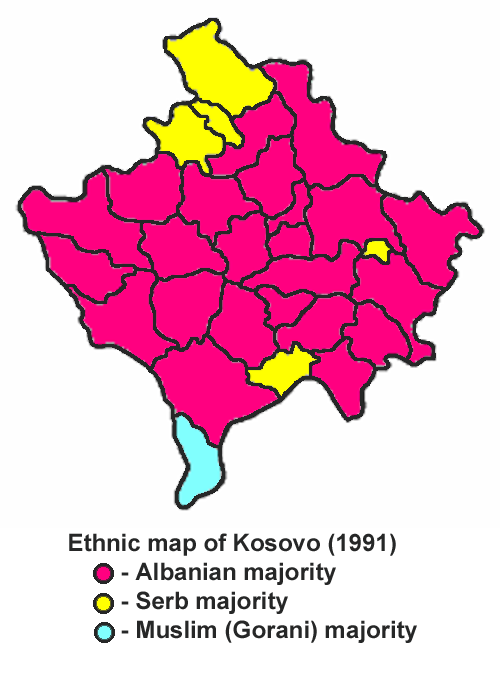

Albanezii din Kosovo reprezintă cel mai mare grup etnic din această țară. Conform recensământului din 1991 din Serbia, boicotat de albanezi, erau 1.596.072 etnici albanezi în Kosovo adică 81,6% din populație. Conform estimărilor din anul 2000, erau între 1.584.000 și 1.733.600 albanezi în Kosovo adică 88% din populație. Astăzi populația lor este de peste 92%.  